# UGT2B10
UDP-glukuronoziltransferaza 2B10 je enzim koji je kod ljudi kodiran genom UGT2B10. On je odgovoran za glukuronidaciju nikotina i kotinina.

## Literatura
- Chen G, Dellinger RW, Gallagher CJ, Sun D, Lazarus P (март 2008). „Identification of a prevalent functional missense polymorphism in the UGT2B10 gene and its association with UGT2B10 inactivation against tobacco-specific nitrosamines”. Pharmacogenetics and Genomics. 18 (3): 181—91. PMID 18300939. S2CID 19295110. doi:10.1097/FPC.0b013e3282f4dbdd.
- Chen G, Blevins-Primeau AS, Dellinger RW, Muscat JE, Lazarus P (октобар 2007). „Glucuronidation of nicotine and cotinine by UGT2B10: loss of function by the UGT2B10 Codon 67 (Asp>Tyr) polymorphism”. Cancer Research. 67 (19): 9024—9. PMID 17909004. doi:10.1158/0008-5472.CAN-07-2245 .
- Kaivosaari S, Toivonen P, Hesse LM, Koskinen M, Court MH, Finel M (септембар 2007). „Nicotine glucuronidation and the human UDP-glucuronosyltransferase UGT2B10”. Molecular Pharmacology. 72 (3): 761—8. PMID 17576790. S2CID 6062166. doi:10.1124/mol.107.037093.
- Liu T, Qian WJ, Gritsenko MA, Camp DG, Monroe ME, Moore RJ, Smith RD (2006). „Human plasma N-glycoproteome analysis by immunoaffinity subtraction, hydrazide chemistry, and mass spectrometry”. Journal of Proteome Research. 4 (6): 2070—80. PMC 1850943 . PMID 16335952. doi:10.1021/pr0502065.
- Strassburg CP, Kneip S, Topp J, Obermayer-Straub P, Barut A, Tukey RH, Manns MP (новембар 2000). „Polymorphic gene regulation and interindividual variation of UDP-glucuronosyltransferase activity in human small intestine”. The Journal of Biological Chemistry. 275 (46): 36164—71. PMID 10748067. doi:10.1074/jbc.M002180200 .
- Strassburg CP, Strassburg A, Nguyen N, Li Q, Manns MP, Tukey RH (март 1999). „Regulation and function of family 1 and family 2 UDP-glucuronosyltransferase genes (UGT1A, UGT2B) in human oesophagus”. The Biochemical Journal. 338 ( Pt 2) (2): 489—98. PMC 1220077 . PMID 10024527. doi:10.1042/0264-6021:3380489.
- Suzuki Y, Yoshitomo-Nakagawa K, Maruyama K, Suyama A, Sugano S (октобар 1997). „Construction and characterization of a full length-enriched and a 5'-end-enriched cDNA library”. Gene. 200 (1–2): 149—56. PMID 9373149. doi:10.1016/S0378-1119(97)00411-3.
- Maruyama K, Sugano S (јануар 1994). „Oligo-capping: a simple method to replace the cap structure of eukaryotic mRNAs with oligoribonucleotides”. Gene. 138 (1–2): 171—4. PMID 8125298. doi:10.1016/0378-1119(94)90802-8.